# Пепељуга (песма групе Ђогани)
Пепељуга (Снежана) песма је коју пева Ђогани, српска група. Песма је објављена 2003. године и налази се на албуму Док ја љубим...

## Текст и мелодија
Песма Пепељуга је ауторско дело, чији је текст написала Сања Ћупурдија. Сам назив песме је властита именица Пепељуга односно Снежана, која означава поређење са ликом из истоимених бајки (Пепељуга, Снежана).
Музику за песму радио је Ђорђе Ђогани, а аранжман Атеље „Траг”.

## Спот
ONAIR MEDIA GROUP је урадио спот за песму. На Јутјуб је отпремљен 24. октобра 2015. године.